# Château de Segura de la Sierra
Le château de Segura de la Sierra est une ancienne forteresse médiévale située à Segura de la Sierra dans la province espagnole de Jaén, en Andalousie. Cet ensemble castral trouve ses origines au VIIIe siècle, lors de la conquête musulmane de la péninsule ibérique. Intégrées au royaume de Castille en 1214, la ville et sa forteresse passent au pouvoir de l'ordre de Santiago qui transforme le château pour l'adapter à ses nouvelles fonctions.
Par sa situation entre la Castille et le royaume de Grenade, la forteresse a joué un rôle important dans la défense des domaines chrétiens. Elle constitue un bel exemple de fortification frontalière, et permet d'envisager l'organisation du territoire de l'époque. Les qualités architecturales ne sont pas absentes et sont soulignées par la situation du complexe défensif, perché sur un piton rocheux dominant le village. Ces différents éléments ont permis au château de Segura de la Sierra d'être classé monument historique par le ministère espagnol de la culture, en 1962.

## Historique

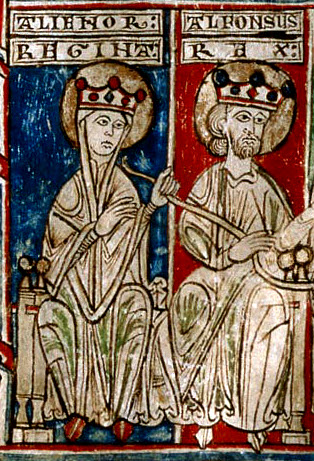
Alphonse VIII de Castille et sa femme, Aliénor Plantagenêt

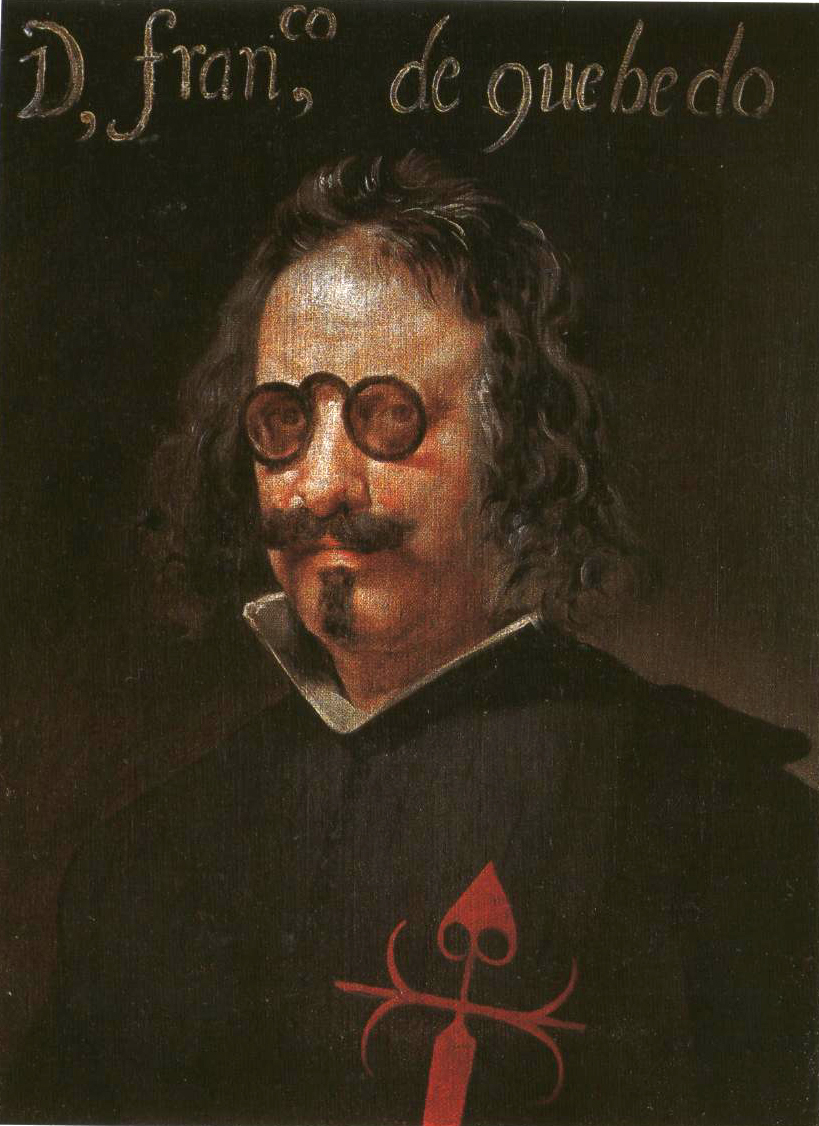
Quevedo, un détenu légendaire de la forteresse devenue prison.

Le site de Segura de la Sierra est occupé, semble-t-il, depuis le IVe millénaire av. J.-C. Des peintures rupestres trouvées dans certaines grottes des alentours tendent à confirmer cette hypothèse. Ce sont néanmoins les Romains qui fondent une petite localité dans cette zone de montagnes protégée des agressions extérieures, la position de Segura offrant par ailleurs un point de surveillance des terres environnantes.
Les musulmans tardent à parvenir dans la zone après leur entrée dans la péninsule ibérique en 711. Ils ne se rendent maîtres du village romain qu'en 781, sous le commandement d'un certain Abd al-Azid. La localité est alors baptisée Saqura, et est identifiée par les sources arabes de l'époque comme une véritable petite ville, une médina. Elle devient sous Al-Andalus un important élément de défense du territoire andalou : sa forteresse est bâtie par Abd al-Azid au VIIIe siècle, et se présente comme un nid d'aigle imprenable, qui fera la force de la cité.
Avec la chute du califat de Cordoue au XIe siècle et le morcellement d'Al Andalus qui s'ensuit, Saqura se constitue en entité indépendante, puis est tour à tour absorbée par différentes taïfas. L'alternance de périodes d'autonomie et de dépendance n'affecte pas son rôle, et la ville connaît une période de développement soutenu. Elle passe successivement sous la domination des rois de Dénia, puis de Saragosse. La présence des Almohades en Espagne est synonyme de troubles pour la ville, qui ne tarde pas à être la cible des armées castillanes, conscientes de l'intérêt stratégique de la forteresse.
La bataille de Las Navas de Tolosa signe la disparition à moyen terme de l'Islam ibérique, à l'exception du royaume de Grenade, qui parvient à survivre jusqu'à la fin du XVe siècle. Saqura est l'une des premières villes à tomber dans le domaine castillan. En 1214, Alphonse VIII de Castille prend la forteresse, qu'il remet avec la ville à Rodrigo Íñiguez, grand maître l'ordre de Santiago. La ville est constituée en municipalité, et connaît un bel essor, grâce à l'ordre militaire qui établit sa commanderie andalouse dans la forteresse. Cette dernière est réaménagée et adaptée à ses nouvelles fonctions. Ferdinand III, Alphonse X et Ferdinand IV encourageront la cité, par l'octroi de chartes et privilèges au conseil municipal et à l'ordre de Santiago.
C'est à partir de la reconquête que la cité acquiert un rôle militaire décisif, en devenant un chaînon incontournable dans le système défensif de la frontière entre la Castille et le royaume de Grenade. C'est par ailleurs autour de cette forteresse que se constitue tout le territoire de la Sierra de Segura. Par la suite, Segura traverse une période fastueuse au XVIe siècle. La noblesse locale est nombreuse et puissante, et le commerce du bois lui assure des revenus importants. 
La forteresse perd néanmoins son utilité avec la disparition du royaume nasride de Grenade. Elle devient une prison dont le plus illustre pensionnaire serait, selon la légende, Francisco de Quevedo. Au XIXe siècle, la forteresse est incendiée par les troupes napoléoniennes. Il faut attendre plusieurs décennies pour voir commencer les travaux de restauration, qui perdurent aujourd'hui sous la direction de la mairie et de la Junta de Andalucía .

## Description
Le château de Segura se dresse sur un promontoire rocheux particulièrement élevé et abrupt, à 1 230 mètres d'altitude . La construction s'adapte parfaitement au dénivelé et aux accidents du relief. Sa situation lui permettait autrefois de jouir d'une position de force dans son environnement, en offrant une vue idéale pour la surveillance des alentours. Elle rendait par ailleurs difficile l'accès des ennemis, qui n'avaient d'autre solution que de l'assiéger à défaut de pouvoir l'assaillir. La présence d'une citerne et de dépendances destinées à l'emmagasinement de denrées témoignent de cet aspect : les occupants des lieux devaient pouvoir soutenir un long siège .
Il s'agit principalement d'une construction du XIIIe siècle, dirigée par les castillans, qui se sont aidés d'artisans musulmans, d'où l'allure mudéjare de la forteresse. Au sein de ces bâtiments chrétiens prédominants subsistent divers éléments antérieurs à la reconquête. On peut donc admirer l'évolution du château et, partant, de l'architecture castrale dans la région. 
La forteresse se présente sur un plan pentagonal. Le château proprement dit est composé d'une solide et haute enceinte flanquée à intervalles réguliers de tours carrées ou rectangulaires. Il est établi sur une terrasse consolidée au sommet du rocher. Plus bas, une deuxième muraille extérieure, renforce, sous la forme d'une barbacane, la protection de l'édifice. Cette muraille n'est pas conservée dans sa totalité. À cette double fortification s'ajoute une troisième ligne de remparts, située plus en contrebas et qui enserre la ville médiévale.
Les matériaux de construction sont essentiellement la pierre crue, renforcée de pierre de taille par endroits (aux angles des tours essentiellement). La brique est utilisée pour les arcs des portes et des fenêtres.
Après avoir passé la barbacane, on accède au château par une rampe menant à la porte d'entrée percée dans une tour. Cette tour est sans doute la plus ancienne de l'édifice, puisqu'elle est mentionnée dès le XIe siècle, sous la domination musulmane. La tour comprend en réalité deux portes successives, ce doublement en coude visant à compliquer l'entrée d'éventuels assaillants. Cette caractéristique est directement héritée des techniques défensives de l'Afrique du nord.
Une fois passée cette tour, on pénètre sur la place d'armes, où a été reconstituée l'organisation spatiale de l'époque des chevaliers de Santiago, grâce au Livre des visites de la commanderie. Cette place, située au centre du château, est dotée d'une citerne, et disposait à l'époque de différentes dépendances liées au fonctionnement du château. C'est de cette place d'armes que l'on apprécie le mieux le chemin de ronde qui court le long de la face intérieure de l'enceinte.
Autour de la place d'armes sont distribuées les différentes habitations, placées dans les tours pour la plupart. Le château a conservé ses bains arabes, qui indiquent que le château devait servir de résidence à un important seigneur ou dignitaire. Cette partie renferme, avec la tour d'entrée, les plus anciens vestiges de la forteresse. Proche des bains se trouvent les cachots d'origine musulmane.
Une chapelle est disposée sur la place. Datant du XIIIe siècle, elle est bâtie en style gothico-mudéjar. Faite de brique, elle se compose d'une nef unique conclue par une abside semi-circulaire, ornée d'arcs outrepassés aveugles. Sa présence répond à la nature religieuse de l'ordre de Santiago, qui disposait d'un tel oratoire dans toutes ses possessions. Enfin, un bâtiment rectangulaire situé à proximité de la tour d'entrée abritait certainement le réfectoire.
Des différentes tours du château, la plus imposante est le donjon, ou Torre del homenaje. De plan rectangulaire, elle présente une élévation bien plus prononcée que les autres (18 mètres environ). Elle jouait au Moyen Âge un double rôle militaire et symbolique. Sa dimension tactique provient de sa place centrale dans le système défensif du château. Son caractère hautement belliqueux est accentué par les merlons et créneaux du parapet de la terrasse supérieure donjon. Ses dimensions et sa physionomie contribuent également à son rôle symbolique : le donjon représente le pouvoir de celui qui l'occupe, et sa position dominante au-dessus du château et du village exprime l'emprise du seigneur - en l'occurrence les maîtres de Santiago - sur l'environnement local. Disposant de quatre étages, elle est ornée de quelques fenêtres, dont une d'inspiration mudéjare.

## Protection
Le château et son enceinte fortifiée font l’objet d’un classement en Espagne en tant que site historique au titre de bien d'intérêt culturel depuis le 5 juillet 1962.